# Вьялковская
Вьялковская — деревня в Котельничском районе Кировской области в составе Сретенского сельского поселения.

## География
Располагается на расстоянии примерно 1 км по прямой на северо-запад от центра поселения села Сретенье.

## История
Известна с 1802 года как деревня Вялковская с 5 дворами.  В 1873 году здесь (Вьялковская или Вьялковщина) было отмечено дворов 10 и жителей 56, в 1905 10 и 63, в 1926 13 и 83, в 1950 12 и 44, в 1989 году оставалось 10 жителей. Нынешнее название утвердилось с 1989 года.

## Население
Постоянное население  составляло 2 человека (русские 100%) в 2002 году, 1 в 2010.